# Gonzalo Farfán
Gonzalo Farfán (* 25. Februar 1961 in Mexiko-Stadt), auch bekannt unter dem Spitznamen El Chalo, ist ein ehemaliger mexikanischer Fußballspieler, der vorwiegend im offensiven Mittelfeld agierte. Er gehört zu den wichtigsten Spielern in der Geschichte des Club América, bei dem er zehn Jahre unter Vertrag stand und mit dem er eine Vielzahl von Titeln gewann.

## Leben

### Verein
Farfán begann seine Profikarriere 1981 beim Club Atlante, bei dem er ab der Saison 1983/84 regelmäßig zum Einsatz kam. Sein Debüt für die Potros in der mexikanischen Liga gab er in einem am 1. November 1981 ausgetragenen Heimspiel gegen die UNAM Pumas, das 3:1 gewonnen wurde. Sein erstes Tor in der höchsten mexikanischen Spielklasse gelang ihm am 18. Februar 1982 im Heimspiel gegen den Club Atlas, als er in der 70. Minute eingewechselt wurde und drei Minuten später den Siegtreffer zum 1:0-Endstand erzielte.
Vor der Saison 1984/85 wechselte er zum Stadtrivalen América, bei dem er die nächsten zehn Jahre unter Vertrag stand. In diesem Zeitraum gewann er mit den Aguilas vier Meistertitel, dreimal den CONCACAF Champions Cup, zweimal den mexikanischen Supercup und 1991 die Copa Interamericana.
Zum Abschluss seiner aktiven Laufbahn stand Farfán Mitte der 1990er Jahre jeweils noch kurzzeitig bei Toros Neza, Deportivo Toluca und CF Pachuca unter Vertrag. Sein letztes – und für die Tuzos einziges – Erstligator erzielte er am 25. August 1996 zur 2:0-Führung gegen seinen vorherigen Arbeitgeber Toluca (Endstand 3:0). Sein letztes Spiel in der ersten mexikanischen Liga bestritt er am 8. September 1996 beim 0:0 gegen die UNAM Pumas, gegen die er knapp 15 Jahre vorher auch sein Debüt gegeben hatte.

### Nationalmannschaft
Im Zeitraum zwischen 1984 und 1993 bestritt Farfán 27 Länderspieleinsätze, in denen er insgesamt fünf Tore erzielte. Sein erster Treffer im Dress der Nationalmannschaft gelang ihm bereits in seinem ersten Spiel am 17. Oktober 1984 gegen den Erzrivalen USA, in dem ihm in der 65. Minute der entscheidende Treffer zum 2:1-Endstand gelang. Seine weiteren Länderspieltore erzielte er in den im Februar 1985 ausgetragenen Freundschaftsspielen gegen die Schweiz (1:2) und gegen Finnland (2:1) sowie in den jeweils 2:0 gewonnenen Spiele am 23. Februar 1989 gegen El Salvador und am 7. Juli 1991 gegen Costa Rica. Sein letztes Länderspiel bestritt Farfán am 22. September 1993 gegen Kamerun (1:0).

### Trainer
Nach seiner aktiven Laufbahn begann er eine Trainertätigkeit, wobei er zweimal kurzfristig als Interimstrainer seines langjährigen Vereins América einsprang. Beim Titelgewinn im Torneo Verano 2002 war er als Assistenztrainer beteiligt.

## Erfolge
- Mexikanischer Meister: 1985, Prode 85, 1988, 1989
- Mexikanischer Supercup: 1988, 1989
- CONCACAF Champions Cup: 1987, 1990, 1992
- Copa Interamericana: 1991